# Kandhkot
Kandhkot ou Khandh Kot (en ourdou : خیرپور) est une ville pakistanaise située dans la province du Sind. Elle est située dans le district de Kashmore, et est la capitale du tehsil éponyme.
La population de la ville a été multipliée par près de cinq entre 1972 et 2017, passant de 49 235 habitants à 100 698. Entre 1998 et 2017, la croissance annuelle moyenne s'affiche à 2,1 %, un peu inférieure à la moyenne nationale de 2,4 %. Selon le recensement de 2023, la population de la ville baisse un peu pour s'établir à 98 852 habitants.
|            | 1972 (rec.) | 1981 (rec.) | 1998 (rec.) | 2017 (rec.) | 2023 (rec.) |
| ---------- | ----------- | ----------- | ----------- | ----------- | ----------- |
| Population | 21 946      | 31 948      | 67 566      | 100 698     | 99 155      |